# Expresso São Luiz
A Expresso São Luiz é uma empresa de transportes brasileira fundada em 1950 e sediada em Goiânia, no estado de Goiás.
A viação, fundada pelo então motorista Abadio Pereira Cardoso, começou de forma modesta, mas com o passar dos anos a empresa foi oferecendo cada vez mais destinos e itinerários em seu catálogo de viagens. Hoje atua principalmente na região Centro-Oeste do Brasil, mas também opera várias linhas rumo ao região Nordeste do Brasil.

## História
Após trabalhar como caminhoneiro transportando mercadorias para as cidades do interior goiano e depois de adquirir uma jardineira no município de Cromínia, Abadio Pereira Cardoso decidiu firmar seu próprio empreendimento. Em 1950, é criada por ele a Expresso São Luiz, que inicialmente realizara viagens pelo estado de Goiás sob grandes adversidades em suas linhas devido a precariedade das estradas da época.
Apesar do gradativo desenvolvimento da viação, não demorou muito para a São Luiz oferecer viagens para fora do estado. Sua primeira linha interestadual, Goiânia-Cuiabá, passou a ser operada sob autorização da Secretaria Estadual de Transportes de Goiás, que por sua vez foi criada em 1956. Sob o aval da mesma secretaria, a empresa começou a atingir outros estados. Em 2009, Abadio veio a falecer, passando sua empresa aos seus herdeiros, que a controlam até hoje. Nos dias atuais, a empresa é controlada pelo empresário Humberto Cardoso.
Atualmente a empresa oferece diversos destinos em variadas localidades no Brasil, sobretudo nas regiões Centro-Oeste e Nordeste. Também opera algumas linhas no Sudeste. Dentre as suas linhas, a empresa detém a maior linha rodoviária em operação no país, ligando Alta Floresta no MT a Recife no PE com extensão de 4299 Kms cruzando 6 estados e o Distrito Federal.

## Frota
A frota de veículos da Expresso São Luiz consiste em aproximadamente 120 veículos da marca Marcopolo modelos Paradiso G7 (1200, 1600 LD e 1800 DD) e G6 (1550 LD). Os mesmos encarroçados em chassis de marcas como Mercedes-Benz, Scania e Volvo. Em 2016, a empresa adquiriu novos modelos G7 da Marcopolo, adaptados para o serviço executivo da empresa.